# 松果菊苷
松果菊苷是一种天然酚类化合物，化学式为C35H46O20。它是苯丙素类化合物的咖啡酸糖苷，这种三醣由两个葡萄糖和一个鼠李糖组分构成，并与位于中心的鼠李糖处的一个咖啡酸和一个二羟基苯乙醇（羟基酪醇）残基糖苷相连。这种水溶性的糖苷是狭叶松果菊和苍白松果菊的次级代谢产物（~1%），但是在紫锥菊中只有痕量。
它最初由Stoll等人于1950从狭叶松果菊的根部提取出来，在体外对金黃色葡萄球菌和链球菌有着较弱的抗生素活性。